# Carlos Abumohor
Carlos Abumohor Touma (Temuco, 1921-Santiago, 21 de septiembre de 2010) fue empresario chileno de origen palestino, que se vio envuelto en multitud de actividades financieras en el mundo de la banca y los medios de comunicación chileno.

## Biografía
Abumohor era hijo de inmigrantes palestinosː Zacarías Abumohor, comerciante textil, y de María Touma, que habían llegado a Valparaíso a comienzos del siglo XX. No terminó el colegio ya que, después de la quiebra de su padre, se trasladaron a Santiago donde abrieron otro negocio ya con sus hijos. Poco después, comenzaron con la fabricación textil. Entre sus éxitos destaca la adquisición de las licencias para Chile de las marcas estadounidenses de Bien Jolie de ropa interior y de Catalina y Arrow de los trajes de baño. 
En la década de los 80, reunió a nueve empresarios (que se autodenominaron "Las Diez Mezquitas") para comprar y hacerse con el control del Banco Osorno. Ocupó el cargo de presidente del bando entre 1986 y 1995, hasta que fue vendido al Banco Santander español. Poco después, en 1997, llegó la compra y dirección del Banco Concepción, hoy Corpbanca, que fue comprada a la compañía neozelandesa Manuka, por la que pagaron 80 millones de dólares. En 2009, asumió el cargo de presidente honorario.
Aparte de eso, Carlos Abumohor compartió algunos de sus negocios con sus hermanos Nicolás con el holding San Nicolás y René (con participaciones en Parque Arauco y en Corp Group) pero también realizó jugadas propias. En 1999, la familia dividió los negocios y Carlos quedó con Hilanderías Maisa e Industrias Saionara. También tuvo una aventura empresarial en el negocio pesquero con la compañía de la firma Chilesan, que exporta principalmente al continente asiático.
En el aspecto social, y enlazando con sus ascendentes, fue el gran impulsor del Club Palestino, sociedad que presidió entre 1962 y 1987, uno de las entidades más importantes de los palestinos chilenos, una de las mayores colonias de América Latina.

### Matrimonio e hijos
Abumohor se casó en 1946 con Hilda Lolas, también de origen palestino, con la que tuvo cuatro hijos. 

## Libros
En 2005, la escritora Margarita Serrano escribió el libro biográfico "Carlos Abumohor Touma, los mil y un Caminos de un Emprendedor"".